# Khởi nghĩa Thái Nguyên
Khởi nghĩa Thái Nguyên hay Binh biến Thái Nguyên là tên gọi cuộc nổi dậy ở tỉnh lỵ Thái Nguyên vào năm 1917 do Trịnh Văn Cấn chỉ huy, chống lại chính quyền Bảo hộ của Pháp để giành độc lập cho người Việt.

## Bối cảnh
Sau vụ Hà Thành đầu độc năm 1908 vỡ lở và âm mưu đưa vua Duy Tân ra ngoài bưng khởi nghĩa năm 1916 thất bại, xã hội Việt Nam ngày càng sôi động mặc dầu chính quyền Bảo hộ cố dập tắt các phong trào kháng cự và bắt giam nhiều người. Trong số những người phải thụ án giam ở Thái Nguyên là Lương Ngọc Quyến, con cụ Cử Lương Văn Can, hiệu trưởng của Đông Kinh Nghĩa thục. Lương Ngọc Quyến cũng là thành viên của Việt Nam Quang phục Hội và qua ông, trại lính khố xanh canh phòng ở Thái Nguyên hưởng ứng lời kêu gọi nổi dậy chống lại chỉ huy người Pháp. Họ tôn ông là quân sư.
Trong số các binh lính được Lương Ngọc Quyến cảm hóa, có đội trưởng lính khố xanh Trịnh Văn Cấn (Đội Cấn). Đội Cấn là một người rất khâm phục cuộc khởi nghĩa Yên Thế của Hoàng Hoa Thám, đồng thời phẫn nộ trước sự khinh miệt của chỉ huy Pháp với binh lính người Việt. Thông qua Lương Ngọc Quyến, Đội Cấn đã biết tới đường lối đấu tranh của Việt Nam Quang phục Hội và tình nguyện gia nhập tổ chức. Sau đó Đội Cấn đã cùng với Đội Giá, Đội Xuyên, Đội Nam... bàn bạc quyết định tổ chức một cuộc nổi dậy chiếm tỉnh Thái Nguyên với lực lượng binh lính ở tỉnh lỵ và các đồn xung quanh cùng với số tù chính trị trong nhà lao.
Tuy nhiên, những sĩ quan Pháp đã nhận biết được ý định khởi nghĩa của binh lính nên đã tìm cách đảo lộn hàng ngũ binh lính, liên tục điều chuyển đồng thời ra sức đề phòng. Cuộc khởi nghĩa do đó bị trì hoãn nhiều lần. Đến tháng 8 năm 1917, được tin sắp có cuộc thuyên chuyển, Đội Cấn quyết định khởi nghĩa vào đến 30 tháng 8 năm 1917.

## Diễn biến
Trịnh Văn Cấn, viên cai đội (caporal) lính khố xanh ở Thái Nguyên cầm đầu cuộc nổi dậy vào đêm 30 Tháng Tám năm 1917. Ông chỉ huy lực lượng 175 người lính giết giám binh người Pháp, Noël, đoạt khí giới đạn dược, rồi phá ngục, giết cai ngục Loew, giải cứu Lương Ngọc Quyến cùng 203 tù nhân. Nghĩa quân sau đó cướp kho bạc và làm chủ toàn tỉnh lỵ, trừ đồn lính khố đỏ cố thủ ở bên bờ sông Cầu.
Trong sáu ngày từ đêm 30 Tháng Tám đến ngày 5 Tháng Chín, quân của Đội Cấn trấn giữ thành Thái Nguyên, lại thu nạp thêm các dân phu mỏ và dân địa phương nâng quân số lên khoảng hơn 600 người. Bản thân ông tự xưng Thái Nguyên quang phục quân Đại đô đốc. Thành phần lực lượng khởi nghĩa gồm khoảng 130 lính vệ binh, hơn 200 tù nhân, 300 dân phu và dân địa phương. Theo gợi ý của Lương Ngọc Quyến, Đội Cấn chia lực lượng khởi nghĩa thành hai tiểu đoàn, tiểu đoàn thứ nhất gồm các lính vệ binh cũ, tiểu đoàn thứ hai gồm tù nhân và dân quân, chỉ huy là Ba Chi. Trang bị của đội quân này gồm 92 súng hỏa mai và 75 súng trường mà quân nổi dậy thu được từ kho vũ khí của Pháp.
Họ truyền hịch, đợi các nơi hưởng ứng nổi dậy cùng ngoại viện từ bên Trung Quốc và Nhật đến vì tin rằng Việt Nam Quang phục Hội có lực lượng đợi sẵn để trợ lực. Lãnh tụ cuộc khởi nghĩa cũng tuyên bố độc lập, lấy quốc hiệu là "Đại Hùng". Họ trương cờ Ngũ tinh liên châu của Việt Nam Quang phục Hội trên cửa thành.
Vào ngày 2 Tháng Chín năm 1917 thì quân Pháp bắt đầu phản công với đội quân 2.700 người và đến ngày 5 Tháng Chín thì đánh vào tỉnh lỵ. Lương Ngọc Quyến trúng đạn ở đầu chết. Đội Cấn phải triệt thoái khỏi Thái Nguyên chạy về phía bắc. Đến trưa ngày mồng 5 thì Pháp tái chiếm được thành. Số thương vong bên nghĩa quân là 56 người; quân Pháp thiệt mạng 107 người.
Đội Cấn sau đó dẫn quân chạy lên Đại Từ, Tam Đảo rồi xuống Vĩnh Yên, trước khi trở lại vùng Thái Nguyên nhưng lực lượng hao mòn dần. Bị truy nã, ông rút về núi Pháo rồi để không bị bắt ông tự tử bằng súng, bắn vào bụng. Đó là ngày 11 Tháng Giêng năm 1918; cuộc khởi nghĩa chấm dứt. Theo các tài liệu chính thức của Pháp, một vệ sĩ của ông giết ông để lấy thưởng. Người này dẫn quân Pháp đến nơi được coi là mộ của Đội Cấn. Tuy nhiên dù người Pháp không tỏ vẻ nghi ngờ đương sự, họ vẫn cho là Đội Cấn do bị thương nặng, đã yêu cầu thuộc hạ kết liễu đời mình để khỏi rơi vào tay quân Pháp.
Quân Pháp tiếp tục càn quét tàn quân của cuộc khởi nghĩa tới Tháng Ba thì xong, với một chiến thuật mà họ sử dụng rất hiệu quả là bắt giữ thân nhân của quân khởi nghĩa để buộc họ phải ra hàng. Một số người bị bắt bị kết án tử hình, những người khác bị kết án và đày ra Côn Đảo.

## Liên kết
- Một vài nét về con người và sự nghiệp Trịnh Văn Cấn
- Tài liệu tuyên truyền Kỷ niệm 105 năm Khởi nghĩa Thái Nguyên (31/8/1917 - 31/8/2022), Thái Nguyên, 2022
- Khởi nghĩa Thái Nguyên năm 1917: Khát vọng “phục quốc” của những người yêu nước